# Howard Hathaway Aiken

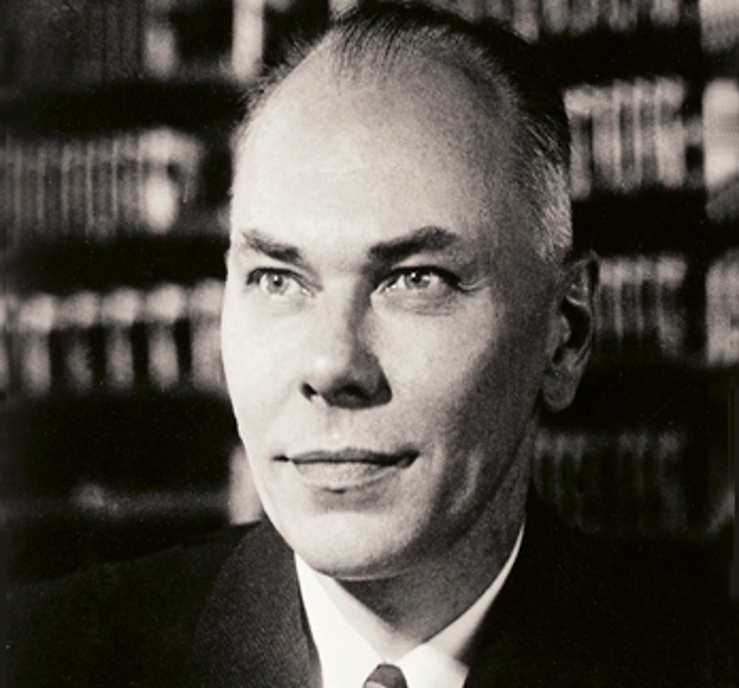
Howard Hathaway Aiken

Howard Hathaway Aiken (* 8. März 1900 in Hoboken, New Jersey; † 14. März 1973 in St. Louis, Missouri) war ein US-amerikanischer Computerpionier, der einen der ersten digitalen Großrechner der Welt entwickelte, den Mark I.

## Leben und Werk

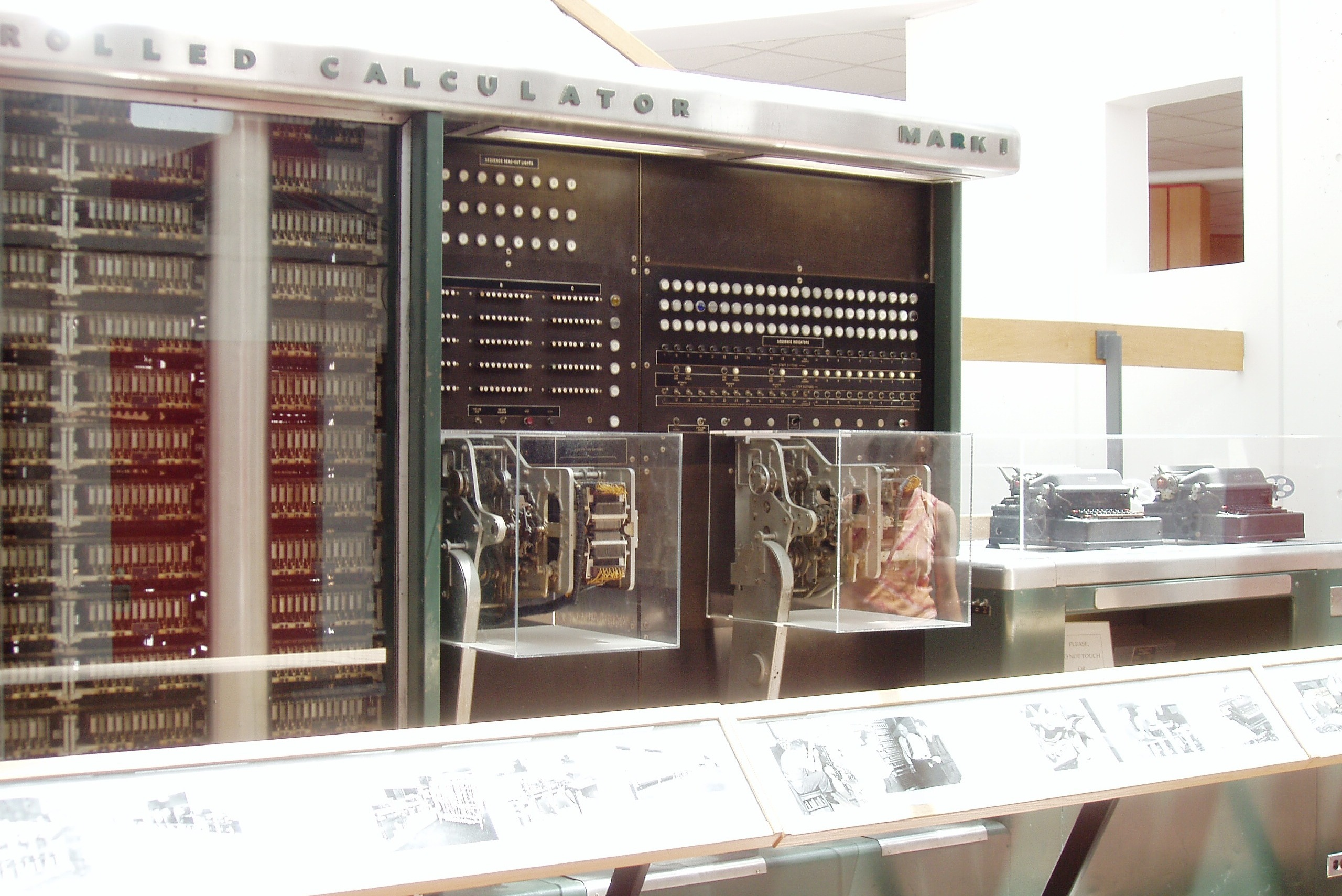
Mark I Computer

Aiken studierte an der University of Chicago, der University of Wisconsin und an der Harvard University, wo er 1937 den Grad eines M.A. (Master of Art) und 1939 den eines Ph.D. (Doctor of Philosophy) erwarb. Nach einigen Jahren der Tätigkeit in der Elektroindustrie wurde er auf einen Lehrstuhl nach Harvard gerufen, wo er von 1941 bis 1946 Mathematik lehrte und Direktor des Laboratoriums für Computertechnik wurde. Die damals eingesetzten Maschinen von Herman Hollerith konnten nur mit positiven Zahlen rechnen, was sie für den wissenschaftlichen Einsatz unbrauchbar machte. Deshalb konstruierte Aiken von 1939 bis 1944 zusammen mit IBM-Ingenieuren (Clair Lake, Frank E. Hamilton, Benjamin Durfee, James W. Bryce) den nach Konrad Zuse zweiten digitalen Großrechner der Welt, den Automatic Sequence Controlled Calculator (ASCC), der direkt nach Indienststellung von Grace Hopper programmiert wurde. Er wurde später in Mark I umbenannt. Dieser imposante, 17 Meter lange und 2,50 Meter hohe Koloss ging in die Geschichte der Computertechnik ein. Mark I bestand aus 760.000 Einzelteilen, darunter 3000 Kugellagern und 80 Kilometern Leitungsdraht. Aiken verwendete als Rechenelemente und zum Speichern elektrisch angetriebene dekadische Zählräder. Das Programm war auf einem 24-spurigen Lochstreifen gespeichert. Das Projekt wurde zum Großteil von IBM finanziert. 
Dem Nachfolger Mark II verdankt die Computerwelt den Ausdruck Debugging. Grace Hopper berichtete: 

„Der Sommer 1945 war sehr heiß, wir arbeiteten in einem Raum ohne Klimaanlage und ließen daher die Fenster offen. Plötzlich blieb Mark II stehen. Wir krochen natürlich sofort in die Maschine, um den Fehler zu lokalisieren. Nach langem Suchen fanden wir das defekte Relais: drinnen steckte eine Motte, welche leider das Zeitliche gesegnet hatte. Mit einer Pinzette holte ich das Insekt heraus, legte es ins Logbuch und klebte es mit ScotchTape (Klebeband) fest. Nun hatte Commander Aiken die Angewohnheit, unverhofft hereinzuplatzen und uns mit der Frage: 'Are you making any numbers?' in Verlegenheit zu bringen. 'Machten' wir keine Zahlen, mussten wir eine Entschuldigung parat haben. Von der Zeit der Motte an hatte es damit keine Not mehr. Wir behaupteten einfach, dass wir beim 'Entwanzen' (englisch Debugging) seien.“

Der Begriff Bug war im Englischen unter Ingenieuren bereits seit längerer Zeit als Bezeichnung für Fehlfunktionen in Gebrauch. Grace Hopper hat die Motte im Logbuch daher mit dem Satz „First actual case of bug being found.“ („Das erste Mal, dass tatsächlich ein Bug gefunden wurde.“) kommentiert. Diese Motte, der erste tatsächliche Computerbug also, kann im Museum des Naval Surface Weapons Center in Dahlgren, Virginia, besichtigt werden. Im Computerkontext steht Debugging auch heute noch für das Aufspüren von Fehlern in einem Computersystem, allerdings vorwiegend von Softwarefehlern, während die Motte durch das Blockieren des Relais eine Hardware-Fehlfunktion auslöste und die Software des Mark II nicht fehlerhaft war.
Neben seiner Konstruktion von Computern veröffentlichte Howard Aiken auch Artikel zur Systemtheorie und entwickelte den nach ihm benannten Aiken-Code, einen komplementären BCD-Code, der bis heute in Digitaluhren, Taschenrechnern und ähnlichen Geräten genutzt wird. Für seine Verdienste um die Computertechnik erhielt er zahlreiche Auszeichnungen und Ehrungen, auch aus Deutschland. Howard H. Aiken wird Jahre später bescheiden erklären, er habe lediglich die Ideen von Charles Babbage verwirklichen können.
Er war Mitglied der Ehrenlegion (Ritter) und Ehrendoktor der Technischen Universität Darmstadt.

## Mitgliedschaft
1947 wurde Aiken in die American Academy of Arts and Sciences gewählt.